# Giuseppe Compagnoni
Marco Giuseppe Compagnoni (Lugo, 3 marzo 1754 – Milano, 29 dicembre 1833) è stato un costituzionalista, letterato e giornalista italiano, considerato il "padre del Tricolore".

## Biografia

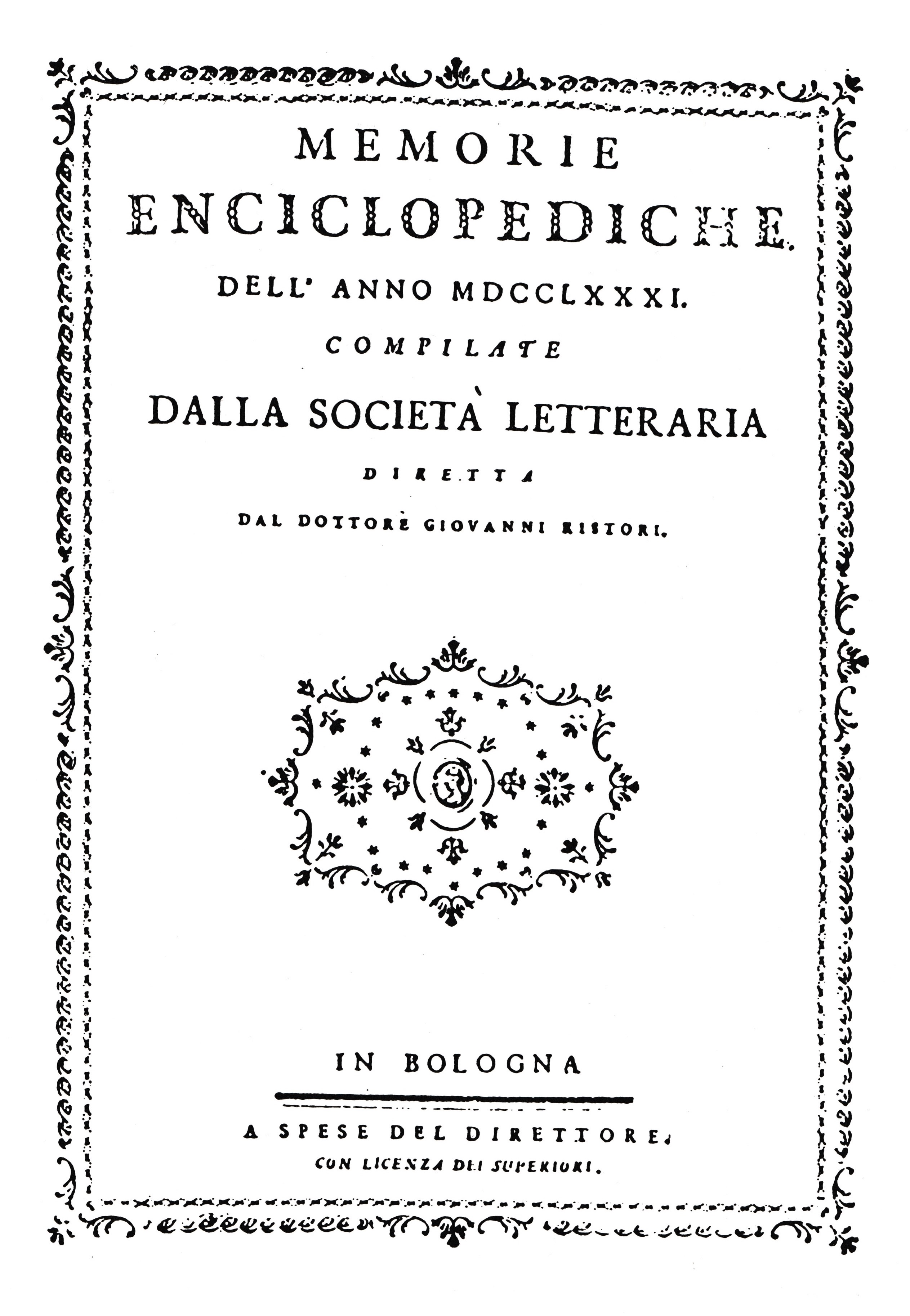
Le «Memorie Enciclopediche», il primo giornale diretto da Compagnoni.

Figlio di Giovanni Compagnoni e di Domenica Ettorri, nacque in una delle migliori famiglie del patriziato locale. I genitori abitavano in Casa Cavadini, sulla strada De' Brozzi (San Vitale) non lontano dal Santuario della Madonna del Mulino. Giuseppe fu avviato agli studi fin da fanciullo, distinguendosi in filosofia e teologia e laureandosi cum laude nel 1778 presso il collegio dei Domenicani lughesi. Fu spinto dalla famiglia a prendere i voti
. Dopo l'ordinazione sacerdotale, Compagnoni si candidò al capitolo canonicale della collegiata lughese, ma fu respinto. Dopo qualche anno di sacerdozio, abbandonò la veste talare.
Nel 1781 Compagnoni fece pubblicare un Ragionamento parentetico indirizzato ai popoli delle varie città di Romagna colpite dal terremoto di quell'anno. È probabilmente la sua prima opera a stampa in italiano. Nel 1782 un suo poemetto, La Fiera di Sinigaglia o sia saggio sul commercio, firmato con lo pseudonimo Ligofilo (termine che egli stesso aveva coniato sull'assonanza greca, "amante della lettura") fu recensito dal periodico bolognese «Memorie Enciclopediche», un periodico d'informazione bibliografica nato l'anno precedente. Compagnoni entrò in contatto con il direttore, l'avvocato Giovanni Ristori, e in poco tempo avviò una collaborazione esterna col giornale. Il periodico conteneva (sette pagine su otto) recensioni di opere in lingua italiana appena pubblicate. Ristori apprezzò la cultura enciclopedica del lughese; così come gli piacquero subito le recensioni di Compagnoni, scritte con uno stile ironico e tagliente allo stesso tempo. Ecco un inciso:
(«Memorie Enciclopediche», 1786, vol. XVII, pp. 134-135)

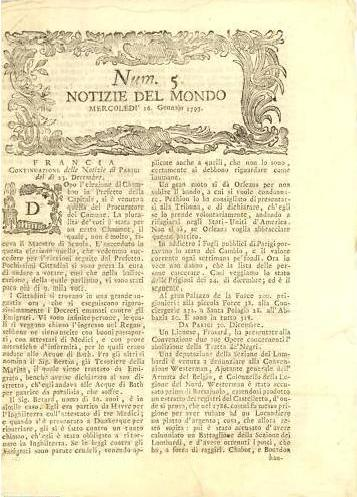
Una prima pagina di «Notizie del Mondo» del 1793.

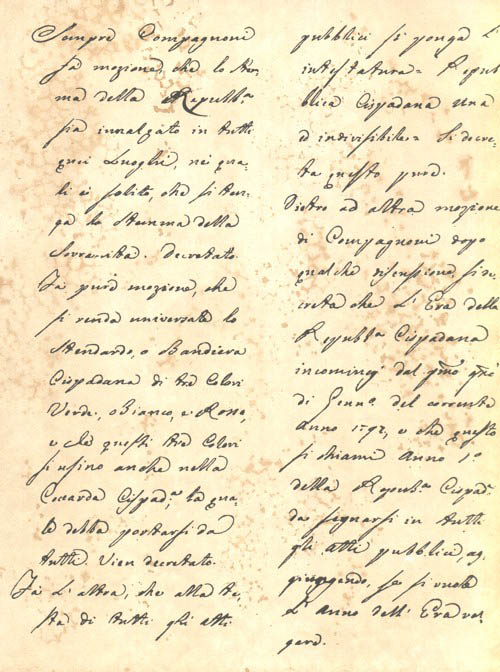
Estratto del verbale della storica seduta del 7 gennaio 1797, vergato manualmente da Giuseppe Compagnoni.

Dal 1784 Compagnoni comparve nell'elenco dei collaboratori fissi delle «Memorie», con la responsabilità delle recensioni nel campo della "metafisica". Nel maggio 1785 il Ristori dovette trasferirsi a Milano e gli chiese di sostituirlo per un anno alla guida della testata, proposta che il lughese colse al volo fornendogli l'occasione per lasciare la natìa Lugo, dove non riusciva più a trovare forti stimoli. A Bologna Compagnoni entrò in contatto con importanti personalità e uomini di lettere della città. Continuò alacremente a lavorare al giornale, che in quello stesso anno aveva cambiato nome in «Giornale Enciclopedico». Il suo periodo di supplenza alla direzione terminò alla fine di giugno del 1786, quando restituì l'incarico a Ristori, tornato da Milano. Successivamente cercò un nuovo impiego consono al suo status sociale. Si trasferì a Ferrara, dove entrò in servizio come segretario presso la famiglia Bentivoglio d'Aragona (ottobre 1786).
Nel 1787 Ristori, stanco della continua pressione esercitata dalla censura pontificia, chiuse il giornale e si trasferì nella Repubblica di Venezia. Poco dopo anche Compagnoni approdò nella capitale della Serenissima, sempre al seguito dei Bentivoglio. Collaborò a Il Giornalista veneto, poi passò a dirigere Notizie del mondo (1789-1794), pubblicato dall'editore Antonio Graziosi. Fu la sua prima direzione titolare. In abito talare Compagnoni insegnò come ripetitore nel doposcuola al Collegio della Villa dei Bentivoglio, detta «Viola». Qui conobbe i patrioti Giovanni Battista De Rolandis e Luigi Zamboni che organizzarono poi una rivolta che ebbe come simbolo la coccarda italiana tricolore.
Nel 1794 Compagnoni abiurò i voti sacerdotali in segno di protesta contro le torture inferte dal Tribunale dell'Inquisizione ai detenuti. A Venezia fondò un proprio giornale, il mensile Mercurio d'Italia (gennaio 1796). La rivista aveva sia una veste storico-politica che una veste scientifico-letteraria. Infatti, ne uscivano due versioni (entrambe di circa settanta pagine), il Mercurio d'Italia storico-politico e il Mercurio d'Italia storico-letterario. Durante il decennio di permanenza nella città lagunare - fondamentale per la sua crescita intellettuale - conobbe numerose personalità di spicco, come Vincenzo Dandolo (con cui diede vita ad un sodalizio che durò sino alla morte dell'intellettuale veneto, negli anni venti dell'Ottocento), Antonio Fortunato Stella e il conte Alessandro Pepoli, presso la cui tipografia si stampava il Mercurio.
Nell'ottobre 1796, sull'onda dei rivolgimenti che stavano attraversando la penisola dopo l'invasione francese, lasciò Venezia per Ferrara. Abbracciate le idee illuministe, fu segretario generale della Repubblica Cispadana. Eletto deputato al Congresso di Reggio Emilia, presentò numerose tesi, tra cui alcune riguardanti le tasse e l'istruzione. Il 7 gennaio 1797 propose per primo l'adozione di una bandiera nazionale verde, bianca e rossa nella XIV sessione del congresso cispadano, avvenuto in un salone del municipio della città, chiamato "sala del congresso centumvirato" e in seguito ribattezzato Sala del Tricolore. Il decreto di adozione recita:
(Decreto di adozione del tricolore italiano da parte della Repubblica Cispadana)
La decisione del congresso di adottare una bandiera tricolore verde, bianca e rossa fu poi salutata da un'atmosfera giubilante, tanto era l'entusiasmo dei delegati, e da scrosci di applausi. Per la prima volta città di stati ducali per secoli nemiche, si identificano in un unico simbolo: la bandiera tricolore. Per la prima volta il tricolore diventò ufficialmente bandiera nazionale di uno Stato sovrano, sganciandosi dal precedente significato militare e civico locale: con questa adozione la bandiera italiana assunse pertanto un'importante valenza politica. 

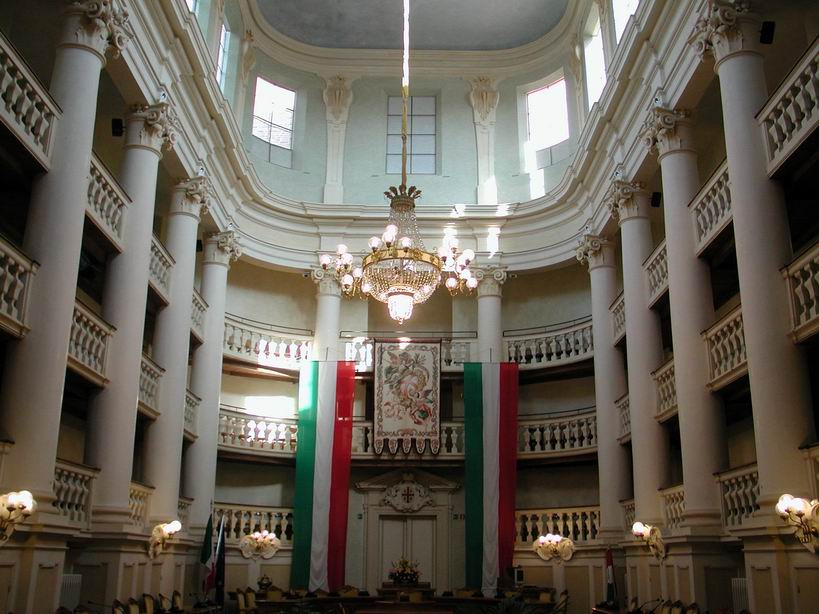
La settecentesca Sala del Tricolore, poi diventata sala consiliare del comune di Reggio nell'Emilia, dove nacque la bandiera italiana

Sul verbale della riunione di sabato 7 gennaio 1797, avvenuta anch'essa nella futura Sala del Tricolore, si può leggere anche:
Compagnoni tenne anche un importante discorso sulla necessità di separare il potere civile da quello ecclesiastico il successivo 25 gennaio. Nello stesso anno, l'amministrazione cispadana gli affidò, all'Università di Ferrara, la prima cattedra in Europa di Diritto costituzionale.

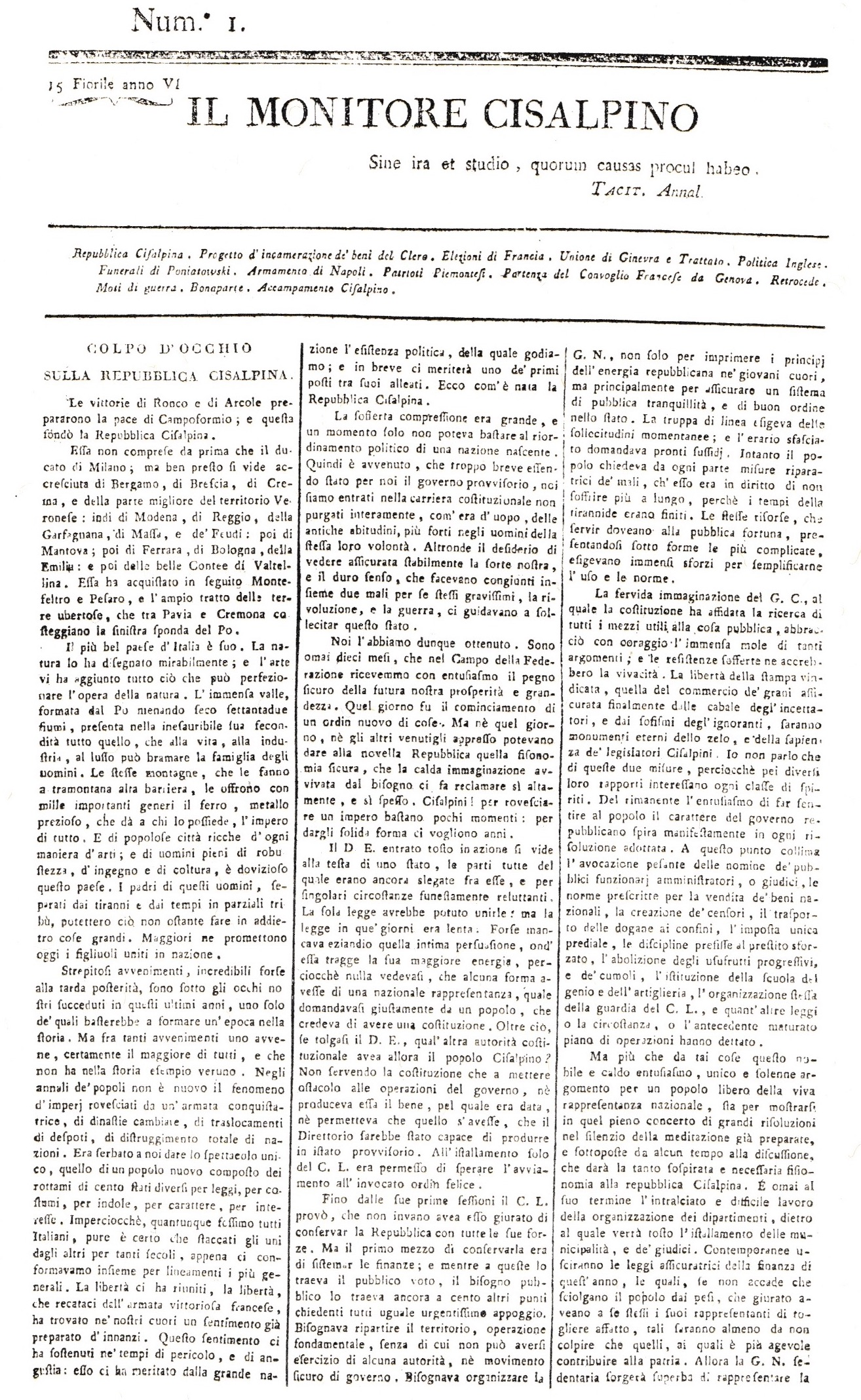
Prima pagina del N. 1 del Monitore Cisalpino (1798).

In seguito alla fusione tra la Cispadana e la Cisalpina in un'unica entità, Compagnoni si trasferì a Milano, dove ricoprì varie cariche istituzionali - di deputato prima e di membro della Cassazione poi - sino al ritorno degli austriaci nel 1799.

Nella capitale lombarda fondò un nuovo giornale, il Monitore Cisalpino (maggio 1798). Compagnoni ottenne una sovvenzione pubblica di 2.000 lire. Il suo giornale era teso a diffondere in Italia il pensiero del Direttorio. Entro il primo anno di vita Compagnoni cedette la testata al conte Luigi Bossi ed entrò in servizio come funzionario dell'amministrazione cisalpina.
Riparato a Parigi a causa dell'invasione Austro-Russa guidata dal generale Alexander Suvоrov (1799), ritornò nella capitale lombarda subito dopo la vittoria francese a Marengo (1800). Divenuto funzionario di carriera nella Cisalpina, poi divenuta Repubblica Italiana ed in seguito Regno Italico (1805-1814), ricoprì - tra le altre - la carica di segretario del Consiglio di Stato.
Per iniziativa di Bonaparte, fu insignito della Corona di ferro, massima onorificenza civile.
Alla caduta di Napoleone (1814), Compagnoni dovette lasciare le cariche statali assunte durante il Regno Italico. Si dedicò all'attività di letterato e poligrafo, con le quali integrò l'assegno della pensione (l'amministrazione asburgica però non gli riconobbe le pensioni che gli spettavano per le cariche ricoperte nel precedente quindicennio). Collaborò principalmente con gli stampatori Antonio Fortunato Stella e Giambattista Sonzogno. Nonostante alcuni attriti con il nuovo regime, collaborò anche con riviste filo-austriache, come la «Biblioteca Italiana», pur non rinnegando mai il suo credo politico.
Visse il resto della sua vita a Milano, divenuta la sua patria di adozione.

## Opere
Giuseppe Compagnoni fu uno scrittore molto prolifico; fu autore di cinquanta opere originali, raccolte in oltre cento volumi. Tra i suoi scritti più importanti si ricordano:
- La Fiera di Sinigaglia o sia saggio sul commercio (1782)
- Gli Arcani svelati, o sia il Cagliostrismo smascherato (1791)
- Lettere piacevoli se piaceranno (raccolta dell'epistolario tra Compagnoni e il marchese Francesco Albergati Capacelli, Venezia 1792). Una di tali lettere è il famoso Saggio sugli Ebrei e sui Greci
- Epicarmo ossia lo Spartano. Dialogo di Platone ultimamente scoperto, Venezia, Giovanni Zatta, 1797 (anno I repubblicano)
- Dalle lezioni all'Università di Ferrara scaturirono le idee contenute nella sua opera più importante e originale: Elementi di diritto costituzionale democratico, ossia Principj di giuspubblico universale (1798), in cui raccolse le lezioni di diritto costituzionale da lui tenute all'Università di Ferrara[N 7]. L'Autore concepisce il diritto come determinato e prodotto dal bisogno umano. Inoltre prende posizione contro la pena di morte (in assoluto) ricordando che «il segno che Dio pose a Caino perché nessuno l'uccidesse potrebbe facilmente riguardarsi come un simbolo della verità che qui esprimo». Nell'ultima parte dell'opera si delineavano i presupposti di una democrazia rappresentativa.
- Analizzò la portata storica degli eventi del 1789 nell'opera: Les hommes nouveaux, ou Solution du problème: comment, d'après les principes posés dans la nouvelle régénération politique, peut-on, dans la pratique, opérer, parmi les individus, une égénération morale? Adressé a tous les peuples. A Paris: chez Fayolle, libraire, rue Honoré, a côté de l'église S. Roch, n. 1442, an VIII [1800]. Sul frontespizio apparve il nome di Vincenzo Dandolo, cui l'opera fu lungamente attribuita.
- Compagnoni divenne noto in ambito letterario per aver scritto Le veglie del Tasso (Parigi, 1800), di stile pre-romantico, e che al tempo divenne famosa in quanto creduta essere un'opera sconosciuta di Torquato Tasso, finché non si scoprì che il vero autore era Compagnoni. Grazie a ciò, fu tradotta in varie lingue e apprezzata in vari paesi.
- Storia Dei Tre Imperi: Russo, Austriaco, Ottomano;
- Dagli studi sulla giovane democrazia americana nacque una monumentale Storia dell'America, in ventotto volumi. Compagnoni può essere considerato, insieme a Carlo Botta e Carlo Cattaneo, uno dei primi americanisti italiani[N 8].
- Anti-Mitologia (sermone in versi sciolti), Milano 1825, nel quale l'Autore attaccò polemicamente Vincenzo Monti.
- Teorica dei verbi italiani, grammatica della lingua italiana
- Memorie autobiografiche per la prima volta edite a cura di Angelo Ottolini, volume di ricordi (1825)
- Vita letteraria del cav. Giuseppe Compagnoni scritta da lui medesimo (1834)
- Opere di Procopio di Cesarea, Storia segreta e gli Edifizii, Milano, 1828
- Cinquantotto lettere e una supplica, Introduzione e note di Marcello Savini, Longo, Ravenna 1996.

Con lo pseudonimo Antico Ligofilo firmò i Brevi cenni sopra la vita e gli scritti di Francesco Zacchiroli morto in Bologna il dì VII dicembre MDCCCXXVI, apparsi nel «Nuovo Ricoglitore (1827).
Compagnoni fu anche tra i primi autori in assoluto di opere di divulgazione scientifica per il pubblico femminile:
- Chimica per le donne (1796), pubblicato a Venezia per i tipi della tipografia di Alessandro Pepoli presso Antonio Curti, è un trattato di chimica rivolto alle sole donne, a quel tempo ancora in gran parte escluse dall'apprendimento delle materie scientifiche. L'opera fu scritta in collaborazione con Vincenzo Dandolo, chimico e grande amico di Compagnoni;
- La botanica de' fiori (Sonzogno, Milano 1828);
- Un paniere di frutta dedicato al Bel Sesso (Milano 1830);
- I fiori e le donne (Milano 1831).

## Intitolazioni
L'Istituto Tecnico Commerciale di Lugo, fondato nel 1937, è intitolato dal 1963 a Giuseppe Compagnoni.

### Esplicative
1. ↑  Non a caso, la via dove sorgeva il convento è stata intitolata proprio a Compagnoni. La scuola di teologia, aperta un anno prima della nascita del Compagnoni, fu attiva fino ai primissimi anni del XX secolo.
2. ↑  Secondo altre fonti il padre, che si era fortemente indebitato, lo indusse a lasciare la famiglia e ad indossare l'abito talare per non gravare sulle spese.
3. ↑  Il capitolo aveva sede nell'odierna parrocchia di San Giacomo Maggiore, in corso G. Mazzini.
4. ↑  Nel 1776, ancora studente, Compagnoni aveva pubblicato uno scritto in latino di sette pagine, Jesus Nazarenus verus Messia, et Deus (scheda bibliografica).
5. ↑  Nel novembre 1794 i due patrioti si resero autori del celebre tentativo insurrezionale.
6. ↑  Nome originale del corso: Diritto costituzionale cispadano e giuspubblico universale.
7. ↑  Giuseppe Compagnoni comincia a essere riconosciuto e citato ufficialmente anche come primo costituzionalista d'Europa. Così nell'Enciclopedia del pensiero politico diretta da Roberto Esposito e Carlo Galli (Editore Laterza), e nel Dizionario Costituzionale a cura di Michele Ainis (Editore Laterza).
8. ↑  Marcello Savini, curatore delle opere di Compagnoni, intervistato da La Voce di Romagna l'8 gennaio 2009.

### Bibliografiche
1. 1 2  Ridolfi, p. 42.
2. ↑  Walter Berti (a cura di), Lugo nel 900. Una storia di Lugo nel XX secolo, Walberti, Lugo 2005, p. 107.
3. ↑   Marcello Savini, Un abate "libertino". Le Memorie autobiografiche e altri scritti di Giuseppe Compagnoni, Lugo, Banca di Romagna, 1988.
4. ↑  Don Mino Martelli, Storia di Lugo di Romagna in chiave francescana, Walberti, Lugo, 1984, p. 237.
5. ↑   Memorie Enciclopediche (Bologna, 1781-1787) (PDF), su badigit.comune.bologna.it. URL consultato il 14 ottobre 2018.
6. ↑  Giancarlo Roversi (a cura di), Storia del giornalismo in Emilia-Romagna e a Pesaro, Grafis Edizioni, Casalecchio di Reno (BO), 1992, pag. 122.
7. ↑  B. Rosada, La giovinezza di Niccolò Ugo Foscolo, Padova, Antenore, 1992, p. 66; M. Berengo (a cura di), Giornali veneziani del Settecento, Milano, Feltrinelli, 1962, p. LXI.
8. 1 2   Origini della bandiera tricolore italiana (PDF), su elearning.unite.it. URL consultato il 2 marzo 2017 (archiviato dall'url originale il 24 febbraio 2017).
9. ↑  Busico, p. 10.
10. ↑  Maiorino, p. 158.
11. 1 2 3  Villa, p. 11.
12. 1 2  Busico, p. 13.
13. ↑  Maiorino, p. 155.
14. ↑  Citato in Renzo De Felice, Il triennio giacobino in Italia (1796-1799), Bonacci, Roma, 1990, p. 136.
15. ↑  Rivista fondata e pubblicata da Antonio Fortunato Stella.